# Baorisa
Baorisa é um gênero de traça pertencente à família Arctiidae.